# 谷岡敏行
谷岡 敏行（たにおか としゆき、1922年3月18日 - 1953年12月13日）は日本の騎手。

## 経歴

### 生い立ち
1922年3月18日、競走馬の故郷、馬産地として名高い北海道日高郡新ひだか町静内神森（旧静内町）に、水田農業を営む父・谷岡倉太郎（一族は、1882年（明治15年）広島県大竹市より移住）と母・ナツ（一族は兵庫県淡路島より移住）の三男として生まれる。10人兄弟姉妹（兄2人、弟4人、姉１人、妹2人）の第4子である。
新ひだか町の有限会社谷岡牧場（1935年創業）、有限会社新和牧場（1994年創業）は本家にあたる。
静内尋常高等小学校を卒業時、静内町にある新冠御料牧場獣(現・家畜改良センター新冠牧場)吉住獣医師（稲葉幸夫の妹の夫）が、学校教室に来て騎手希望者を募ったところ、谷岡敏行が手を挙げ申し込んだ。谷岡敏行の実家は農家だったので農耕馬がおり、小さい頃から馬の世話をするなど馬が大好きであり、新ひだか町内には本家筋にあたる谷岡牧場や増本牧場など競走馬牧場も幾つかある環境だったので、競馬には関心をもっていた。また、花形騎手の夢をもっていたので、担任の先生に話し1937年、吉住のお世話で同郷（静内町出身）で、後に「牝馬作りの名人」と呼ばれた稲葉幸夫厩舎（中山競馬場）に16歳で弟子入りした。

### キャリア
デビュー初乗りは、横浜根岸競馬場で障害レースにエイカブ号で出走したが落馬。しかし、この日は障害を続けて乗り、次はオンタケで勝って大穴となり、次のレースもクニワカでも勝った。三回出走一落馬、二勝という珍しい記録を作った。以後は障害レースに騎乗する事が多かった。また、スタートが得意で、ダッシュ良く先頭に立ち、スタート泥棒の異名が付いていた。当時の系統は、北郷五郎－稲葉秀男－藤本富良・稲葉幸夫・平井寅雄・平井稔・梶与四松－谷岡敏行・亀田秀夫・奥田博・小林賞市となっている。なお、静内からは、伊藤正四郎、矢野幸夫、橋本輝雄の調教師を輩出している。
1943年、応召され旭川の自動車部隊入隊、1945年の終戦後は札幌の輸送隊後、12月実家に戻った。
1947年、稲葉幸夫厩舎に戻って騎手に復帰。
1948年、東京優駿競走（日本ダービー）では、ヒロトシに騎乗して3着。翌年の競走では6番人気のミネノマツに騎乗して落馬し、2番人気のヤシマドオターも巻き添えを食って落馬するなど3頭の落馬もあり、タチカゼの勝利による大波乱の結末となった。第14回から第17回東京優駿まで4年連続して東京優駿に騎乗するなど、稲葉厩舎の主戦騎手として活躍したが、1953年12月13日、第6回中山競馬4日目第10競走で行われた第5回朝日杯3歳ステークスにおいて8番人気のテルフジに騎乗、第3コーナーで落馬転倒し直ぐに医務室に運ばれたが、頭蓋骨骨折により死亡。なお、このレース、当初は他の騎手が騎乗予定となっていたが都合が付かず、急遽谷岡敏行が騎乗しこの事故となった。将来を嘱望されていた騎手であったが、31歳という若さで死去。なお谷岡の事故以後、中央競馬重賞レースでの殉職騎手は出ていない。
谷岡敏行の葬儀終了後、妻・京子の父である西尾吾平は、敏行の兄弟と相談、子煩悩であった敏行の意思を遂行しようと「歳末助け合い運動」が翌日から始まる昭和28年12月14日、東京都府中町役場に葬儀金の一部の一万円を寄付。当時の小林町長、神谷厚生課長など関係者を感激させたという新聞報道が残っている。また、1953年12月22日、中山競馬場、東京競馬場の合同葬が多数の関係者が参列し営まれた。

### 戦績
※大半の記録が散逸しているが、ＪＲＡデータとの照合、個人所有データ、現存する写真裏メモ、月刊『優駿』1954年2月号（日本中央競馬会）、フジテレビ『中央競馬Ｇ1シリーズ・日本ダービー史1』等をもとに作成
日本ダービー（東京優駿）
- 第14回　昭和22年6月8日（晴・良）、15着・ベストニシキ（稲葉幸夫厩舎・渡辺鋼三郎馬主・青森県大平牧場）
- 第15回　昭和23年6月6日（晴・良）、3着・ヒロトシ（稲葉幸夫厩舎・横江六郎馬主・青森県沢田徳蔵牧場）
- 第16回　昭和24年6月5日（晴・良）、23着・ミネノマツ（稲葉幸夫厩舎・河野一郎馬主・青森県大平牧場）
- 第17回　昭和25年6月11日（雨・不良）、11着・マリオン（稲葉幸夫厩舎・白坂巌馬主・青森県大平牧場）

桜花賞（京都競馬場）
- 第9回　昭和24年5月1日（曇・良）、3着（1番人気）・ミネノマツ（4枠・4番、稲葉幸夫厩舎・河野一郎馬主・青森県大平牧場）

昭和27年　第2回東京競馬  （全8日間）
- サラ系4歳

③曇・良、3歳以降40万円以上（1600ｍ・10頭）1分40秒3／1着・ニューベッシ―（重量56）、レース経過～直線二位につけていたニューベッシ―が一気に追い上げ先頭に立ち二位メリージャパンを交わす。単勝120円、複勝100円・150円、390円
- サラ系4歳以上

⑦曇・良、3歳以降25万円以上（1600ｍ・7頭）1分40秒2／1着・ホマレボシ（重量52）、レース経過～途中4位につけ坂上各馬一斉に追い上げ4位のホマレボシ鮮やかに差して先着。単勝2050円、複勝450円・390円・150円、連勝6330円
- アラ系4歳

①曇・重、3歳以降45万円以下（1800ｍ内コース・7頭）／3着・アユユキ（重量53）、単勝310円、複勝210円・380円、連勝2330円
③晴・重、3歳以降35万円以下（1800ｍ内コース・5頭）／3着・ヌルミ（重量55）、単勝1140円、複勝570円・210円、連勝6200円
- アラ系障害

②稍重、特ハン（2900ｍ内コース・5頭）／3着・リングウエスト（重量53）、単勝540円、複勝200円・190円、連勝1300円
⑥良、60万円以下（2100ｍ内コース・6頭）レコード2分27秒4／1着・リングウエスト（重量56）、レース経過～スタートから先行とそのまま逃げ切る、単勝280円、複勝170円・170円、連勝750円
各レース
- 昭和23年
  - 昭和23年春季4歳馬レース：1位5回、2位1回、3位1回
  - 昭和23年秋季競馬   　
  - リーディングトレーナー賞  　第1位 尾形藤吉、第2位 大久保末吉、第3位 望月与一郎
  - リーディングジョッキー賞  　第1位 蛯名武五郎～21勝 、第2位 天毛～18勝 、第3位 谷岡敏行～14勝（賞金百三十万円）

一着
- ファーマメント号：昭和16年5月14日、中山障害（馬ゼッケン69）
- クモライト号：昭和27年5月25日、東京競馬、サラ系1800ｍ
- イダテン号：昭和28年10月18日（曇・良）、中山（馬ゼッケン4、重量51）、馬主・林良一氏

## 家族

### 妻
西尾吾平三女の西尾京子（1923年7月13日 - 1952年12月7日）と1947年12月27日結婚。

### 子
昭和28年、谷岡敏行が死去した際、二男・一女がいた
・長男・谷岡隆（1948年4月 - ）は、静内高等学校を卒業後、1967年4月、静内町役場（現・新ひだか町役場）に就職、2009年3月に定年退職。在職中、町広報紙を9年間担当し1987年度から1991年度まで北海道広報コンクール（広報紙・町村の部Ⅰ）に5年連続で入選・特選した。カメラが好きで2012年、日本一の桜並木「二十間道路」写真集、また2019年には英字版を出版。また1995年、新ひだか町静内で国指定天然記念物マガンが越冬開始以来、観察・保護活動を続ける。現在、日本白鳥の会副会長。一般社団法人北海道自然保護協会理事、しずないさくらの会副会長などを歴任。

## エピソード
・月刊『優駿』1952年7月号（日本中央競馬会、第11巻第7号）、「厩舎人家庭訪問 稲葉幸夫厩舎所属 谷岡敏行騎手」本人経歴、家族の紹介などが紹介された。（右上家族写真）